# Idioma jurtxet
L'idioma jurtxet (caràcters xinesos: 女真語; pinyin: nǚzhēn iǔ) fou la llengua dels jurtxets, un poble evenki de la Manxúria oriental que va habitar la zona al voltant del riu Amur, que actualment delimita la frontera oriental entre Rússia i la Xina.
Al 1635 Huang-Taiji canvià el nom dels jurtxets i del seu idioma per "manxú". La identitat nacional manxú fou, doncs, una creació de Huang-Taiji, que heretà el regne unificat pel seu pare Nurhaci i hi establí la darrera dinastia imperial xinesa, la Qing. Per la seua condició de terra originària dels jurtxets o manxús, la Xina del Nord-est després es coneixeria com a Manxúria.
Un dels texts més extensos n'és la inscripció posterior de la Estela memorial de Victoria Jin, erigida el 1185, durant el regnat de l'emperador Shizong. És una traducció resumida del text xinés que apareix a la cara davantera de l'estela.

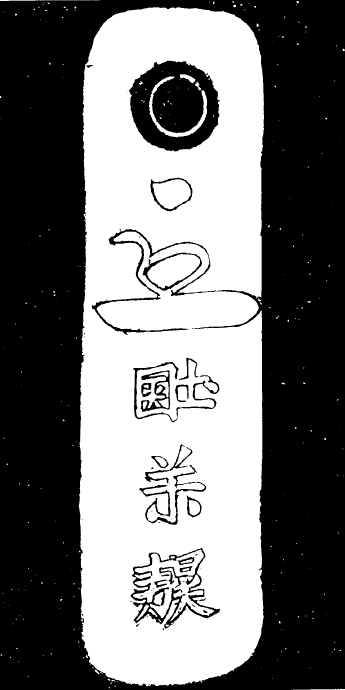
Una peça d'argent amb la inscripció jurtxet gurun ni xada-xun, que significa "confiança del País"

## Sistema d'escriptura
Wanyan Xiyin va desenvolupar un sistema d'escriptura per al jurtxet el 1119. Se sap que es van traduir un cert nombre de llibres al jurtxet, però cap ha sobreviscut ni tan sols en fragments. Les mostres que han perviscut d'escriptura jurtxet són bastant escasses.
Un dels textos conservats més importants en jurtxet és la inscripció a la part posterior de l'estela de la Víctòria Jin (xinès: 大金得勝陀頌碑; pinyin: Dà jīn déshèngtuó sòngbēi), erigida el 1185, durant el regnat de l'emperador jin Shizong. Aparentment és una traducció abreujada del text xinès de la part anterior de l'estela.
Hi ha altres inscripcions en jurtxet. Per exemple, a la dècada de 1950 es va trobar una tauleta a Penglai, Shandong, que contenia un poema en jurtxet d'un poeta anomenat (en transcripció xinesa) Aotun Liangbi. Tot i que està escrit en jurtxet, el poema es va compondre amb el format xinès "vers regulat" conegut com a Shi. S'especula que l'elecció d'aquest format, més que una forma propera a la poesia popular jurtxet, respondria a la influència de la literatura xinesa sobre la classe educada dels jurtxets.

## Diccionaris jurtxets de la dinastia Ming
Els dos principals recursos de la lingüítica actual per conèixer la llengua jurtxet són dos diccionaris escrits durant la dinastia Ming per la Cancelleria de Traductors (acadèmia Hanlin) del govern xinès (Siyi Guan) i la Cancelleria d'Intèrprets (会同馆, Huitong Guan). Els dos diccionaris es van trobar com a seccions dels manuscrits elaborats per aquestes dues institucions, que tenia com a objectiu ajudar el govern imperial a comunicar-se amb nacions estrangeres o minories ètniques, per escrit o oralment, respectivament.
Tot i que el diccionari multilingüe de la Cancelleria de traductors (华夷译语, Huá-Yí yìyǔ, Diccionari xinès-bàrbar') va ser conegut pels europeus des de 1789 (gràcies a Jean Joseph Marie Amiot), una còpia del Huá-Yí yìyǔ amb una secció jurtxet, no es va descobrir fins a finals del segle xix, quan fou estudiat i publicat per Wilhelm Grube el 1896. Aviat la recerca va continuar també al Japó i a la Xina. Fou aquest diccionari el que va permetre els primers estudis seriosos de la llengua jurtxet. El diccionari conté la traducció de paraules xineses a jurtxet, donada en alfabet jurtxet en transcripció fonètica mitjançant caràcters xinesos, força imprecisa.
Els estudiosos occidentals van conèixer les llistes de vocabulari compilades per la Cancelleria d'Intèrprets per primera vegada el 1910, i el 1912. L. Aurousseau va informar de l'existència d'un manuscrit amb una secció jurtxet, que li havia facilitat en Yang Shoujing. Aquest diccionari és similar en la seva estructura al de l'Agència de Traductors, però només dona la transcripció fonètica de les paraules jurtxet (mitjançant caràcters xinesos) i no la seva escriptura en escriptura jurtxet. No es coneix amb seguretat l'any en què es va elaborar; alguns estudiosos consideren que podria haver estat creat a tot tardar el 1601 (per Mao Ruicheng) o com a molt aviat entre 1450 i 1500; Daniel Kane, a l'anàlisi que va fer del diccionari, publicat el 1989, dedueix que podria haver estat escrit a la primera meitat del segle xvi, basant-se en la manera com les paraules jurtxets són transcrites al xinès.
Ambdós diccionaris enregistren formes molt similars de la llengua, els quals poden ser considerats una forma tardana de jurtxet, o una forma primerenca de Manxú.
Segons investigadors moderns, ambdós diccionaris van ser compilats pel personal de les dues cancelleries, que no eren gaire competents en jurtxet. Els compiladors dels dos diccionaris aparentment no estaven gaire familiaritzats amb la gramàtica jurtxet. La llengua, segons Daniel Kane, era utilitzada per a comunicacions bàsiques "amb els 'bàrbars', quan això era absolutament inevitable, o quan havien de pagar el tribut a la cort".

## Paraules jurtxets en textos xinesos
A més d'inscripcions i un o dos manuscrits supervivents en escriptura jurtxet, hi ha informació important sobre la llengua jurtxet que ens ha arribat gràcies a les paraules jurtxet, transcrites en caràcters xinesos, que es troben en documents xinesos. Aquests inclouen:
- La llista de 125 paraules jurtxets a Jin Guoyu Jie ("Explicació de la llengua nacional del Jin" 金國語解), un apèndix a la Història de Jin.[12] Alexander Wylie va traduir la llista a l'anglès i al manxú.[13][14]
- Noms jurxtet i paraules al llarg de la Història dels Jin.
- Un apèndix amb paraules jurtxet a Da Jin guozhi ("Els veritables annals de la Dinastia Jin"), text preparat el 1234 per Yuwen Mouzhao.

Recerques sobre l'origen del manxú conté una llista de correccions de paraules jurtxet transcrites contingudes en la Història dels Jin al capítol 135 utilitzant el Manxú per corregir-los, al capítol 18.
La dinastia Jin es referia al jurtxet amb el terme Guoyu ("llengua Nacional"), el qual també era utilitzat per altres dinasties no-Han a la Xina per referir-se a les seves llengües, com el Manxú durant la dinastia Qing, el mongol durant la dinastia Yuan, el Kitan durant la dinastia Liao, i el Xianbei durant el Del nord Wei.